# Sarah Teichmann
Sarah Amalia Teichmann (née en 1975 à Karlsruhe) est une biologiste moléculaire. Elle est directrice du département de génétique cellulaire du Centre Sanger et d'un groupe de recherche au sein de l'Institut européen de bio-informatique. Elle est également directrice de recherche au Laboratoire Cavendish, le département de physique de l'université de Cambridge.
Ses travaux portent sur l'expression des gènes et sur l'assemblage des complexes multiprotéiques.
Teichmann est également une activiste pour les femmes dans la science. Elle a notamment dénoncé le manque d'accès à des congés parentaux payés pour les pères et les mères, regrettant que certaines femmes soient obligées de mettre de côté leur carrière scientifique.

## Éducation
Elle a étudié à l'école européenne de Karlsruhe en Allemagne de 1981 à 1993 où elle obtient le baccalauréat européen en 1993. Teichman va ensuite au Trinity college de Cambridge pour y étudier les sciences naturelles et notamment la biochimie. Elle obtient sa licence en 1996 avec la mention très bien. En 1999, elle termine son doctorat sur l'évolution du génome sous la direction de Cyrus Chothia au laboratoire de biologie moléculaire de Cambridge. Elle fait son travail de recherche postodtoral dans l'équipe de Janet Thornton à l'University College de Londres

## Récompenses et honneurs
En 2012, sur l'invitation de la Royal Society, elle donne une prestigieuse leçon magistrale (Crick Lecture) sur la logique des interactions moléculaires.
En 2015, elle obtient la médaille d'or de l'Organisation européenne de biologie moléculaire.